# بوب وايتهيد
بوب وايتهيد (بالإنجليزية: Bob Whitehead)‏ هو مهندس أمريكي، ولد في القرن العشرين.

## وصلات خارجية
- بوب وايتهيد على موقع إن إن دي بي (الإنجليزية)